# Tinea corporis
Tinea corporis (Syn. Ringelflechte oder auch Hunderinge) wird eine Dermatophytose des Rumpfes und der Extremitäten (ohne Füße, Hände und Leisten) bezeichnet. Prinzipiell kommen alle humanpathogenen Dermatophyten als Erreger in Betracht. Bei Kindern sind vor allem zoophile Dermatophyten Auslöser, bei Gärtnern kommen vermehrt auch geophile Erreger vor. Es gibt zwei Sonderformen der Tinea corporis: Bei Ringern die Tinea corporis gladiatorum (Mattenbrand, „Ringerpilz“), in tropischen Gebieten die Tinea imbricata. Die Tinea faciei betrifft die unbehaarten Anteile des Gesichts, die sich im Wesentlichen genauso verhält wie die Tinea corporis.
Die Pilzerkrankung zeigt sich normalerweise als randbetonte Rötung mit Schuppung und Juckreiz an unbehaarten Hautstellen, am Rand können auch Pusteln auftreten. Hier gilt insbesondere, dass zoophile Erreger eine ausgeprägte Entzündung hervorrufen können, die dafür auch rasch vom Immunsystem bekämpft wird; anthropophile Erreger sind hingegen für chronische Läsionen verantwortlich. Häufige Erreger sind bei den zoophilen Erregern vor allem Microsporum canis, Trichophyton mentagrophytes und Trichophyton verrucosum, bei den anthropophilen Trichophyton rubrum und Epidermophyton floccosum, bei den geophilen Microsporum gypseum.
Die Behandlung erfolgt meist lokal mit Antimykotika.

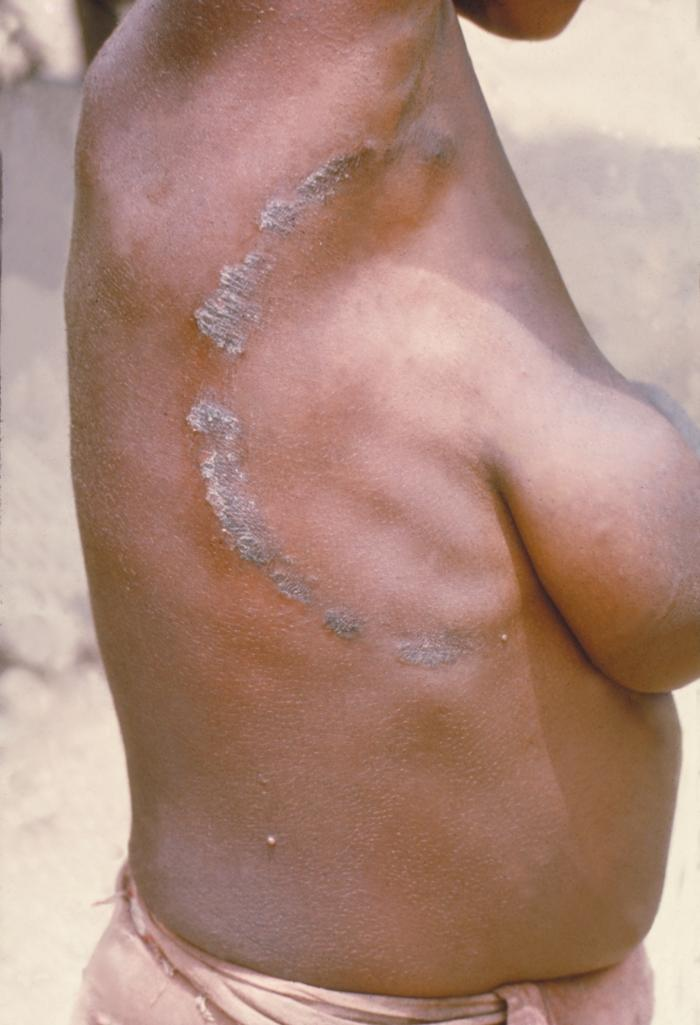
Tinea corporis
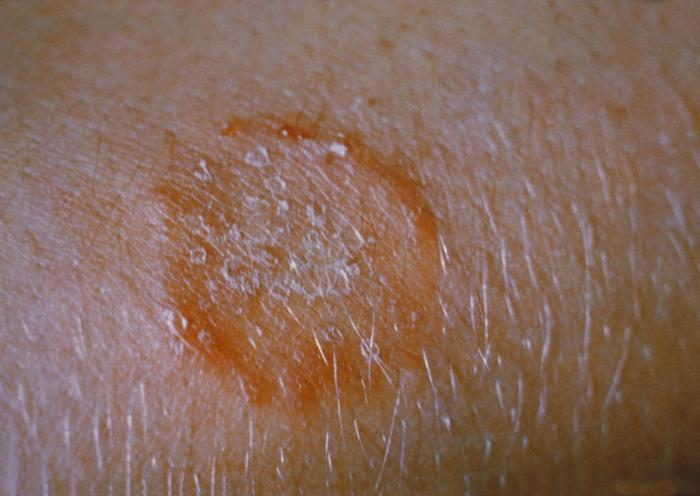
Tinea corporis am Arm
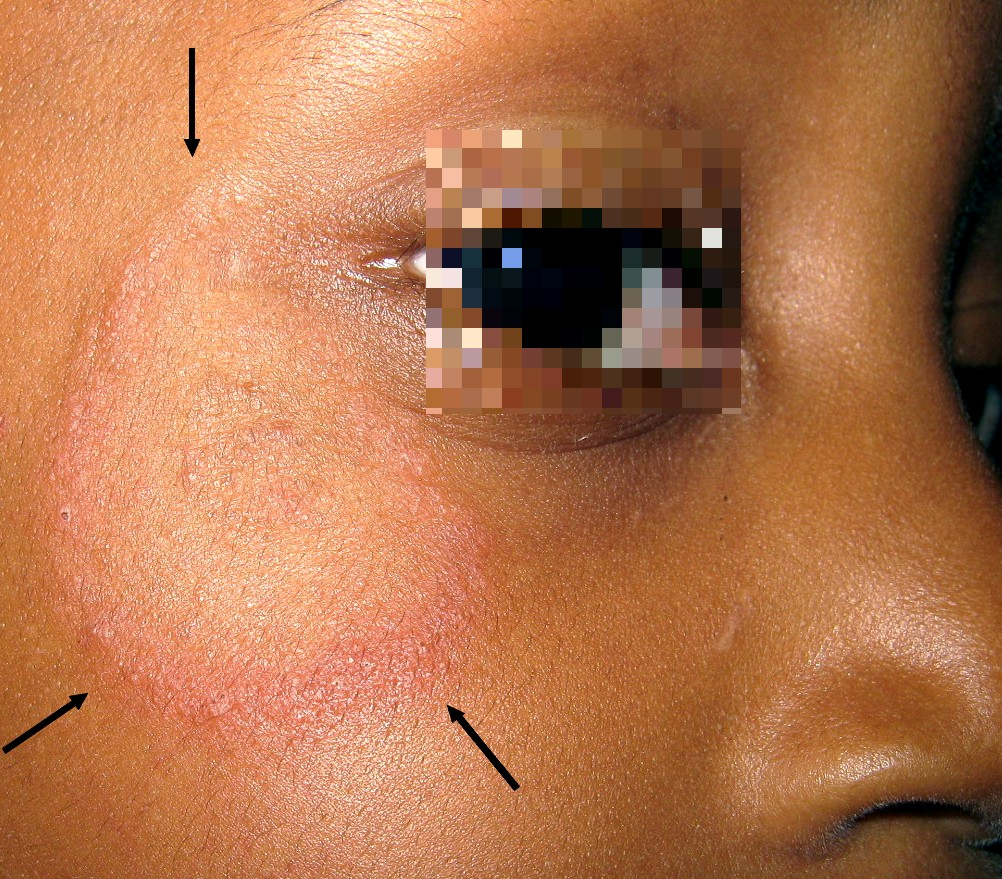
Tinea faciei